# Трамвай Сан-Франциско
Трамвай Сан-Франциско — собирательное название различных систем трамвая, действующих в этом городе.
Исторически в городе существовало две системы трамвая: кабельный тросовый и электрический (в конце XIX — начале XX века — паровой и конный) трамвай. Эти системы технически несовместимы: они используют разную ширину колеи и разный принцип тяги.
С 1995 года в городе действует три системы трамвая — канатный трамвай, современный электрический трамвай Muni Metro и историческая линия электрического трамвая F Market Street. Хотя сети современного трамвая и исторического трамвая F физически связаны, их обычно не рассматривают как единое целое.
Кабельный трамвай и историческая линия F электрического трамвая в основном нацелены на перевозку туристов.
Все виды трамвая в Сан-Франциско управляются одной организацией — MUNI